# Polen op het Eurovisiedansfestival
Polen deed in 2007 en 2008 mee aan het Eurovisiedansfestival.
In 2007 stuurde Polen: Katarzyna Cichopek en Marcin Hakiel naar het festival met de chachacha en de rowdance haalden ze een 4de plaats.
Ook in 2008 deed Polen mee. Dit keer met: Edyta Herbuś en Marcin Mroczek, de dansten de chachacha, rumba en jazzdance. Dit keer behaalde Polen de 1ste plaats.
Sinds 2009 wordt het festival niet meer gehouden.
Er zou oorspronkelijk toch een festival plaatsvinden in Azerbeidzjan, namelijk in 2009. Later zou het verplaatst worden naar 2010. En uiteindelijk zelfs afgelast worden. Polen zou daaraan deelnemen met: Natasza Urbańska en Jan Kliment.

## Lijst van Poolse deelnames
| Jaar | Artiest                             | Stijl                         | Plaats | Punten |
| ---- | ----------------------------------- | ----------------------------- | ------ | ------ |
| 2007 | Katarzyna Cichopek en Marcin Hakiel | chachacha en rowdance         | 4      | 84     |
| 2008 | Edyta Herbuś en Marcin Mroczek      | chachacha, rumba en jazzdance | 1      | 154    |
| 2009 | Natasza Urbańska en Jan Kliment     | /                             | /      | /      |

2007 · 2008 
Zie ook: Eurovisiesongfestival · Junior Eurovisiesongfestival · Eurovision Young Musicians · Eurovision Young Dancers · Eurovision Choir
Azerbeidzjan · Denemarken · Duitsland · Finland · Griekenland · Ierland · Litouwen · Nederland · Oekraïne · Oostenrijk · Polen · Portugal · Rusland · Spanje · Verenigd Koninkrijk · Wit-Rusland · Zweden · Zwitserland